# Iosif Secășan
Iosif Secășan (n. 23 septembrie 1954, Sasca Montană, Caraș-Severin, România) este un politician român, membru al Senatului României în legislatura 2008-2012.
Din 5 noiembrie 2006 până în 2008 a fost președinte al Consiliului Județean Caraș-Severin.
În anul 2004, Iosif Secășan și-a luat doctoratul în medicină la Institutul de Medicină și Farmacie Timișoara.
În perioada 2005-2006 a fost director general la Spitalul Județean Reșița și între 2005-2006 a fost președintele Casei Județene de Asigurări de Sănătate. Funcția de șef secție Urologie  a deținut-o între 1996-2005 în cadrul Spitalului Județean Reșița și între 1993-1998 a fost director al Direcției Sanitare a județului Caraș-Severin.
Între 1988-1995 a fost pe rând medic specialist chirurg și medic specialist urolog la Spitalul Județean Reșița. Ca medic specialist chirurg a lucrat în perioada 1986-1987 la Spitalul Județean din Anina.
Din 2000 a fost consilier județean iar în mandatul 2000 - 2004, până la alegerea sa la conducerea Consiliului Județean Caraș-Severin, a fost președinte al Comisiei de Muncă, Sănătate, Protecție Socială și Protecția Copilului.
Din 2003 este președinte executiv al Partidului Democrat Caraș-Severin iar în perioada 1997- 2003 a fost vicepreședinte al Departamentului Politici Sociale al Biroului Permanent Județean.

## Condamnare penală
A fost condamnat la doi ani și șase luni de închisoare cu suspendare, pentru complicitate la dare și luare de mită. El i-a cerut șefului Serviciului de Evaluări Medicale din cadrul Casei de Pensii Caraș-Severin încadrarea în grad de invaliditate a unui pădurar. La data de 8 aprilie 2014, Iosif Secășan a demisionat din Senatul României.